# Hiraea tepuiensis
Hiraea tepuiensis là một loài thực vật có hoa trong họ Malpighiaceae. Loài này được Steyerm. mô tả khoa học đầu tiên năm 1952.